# (2110) Moore-Sitterly
(2110) Moore-Sitterly ist ein Asteroid des Hauptgürtels, der am 7. September 1962 im Rahmen des Indiana Asteroid Program am Goethe-Link-Observatorium in Brooklyn entdeckt wurde.
Der Asteroid ist nach der US-amerikanischen Astronomin Charlotte Moore Sitterly benannt.
Der Asteroid bildet ein Asteroid Pair zusammen mit dem Asteroiden (44612) 1999 RP27.